# 阿韦利诺洛佩斯
阿韦利诺洛佩斯（葡萄牙語：Avelino Lopes）是巴西皮奥伊州的一个市镇。总面积1209.379平方公里，总人口11507人，人口密度9.5人/平方公里。